# Chodová Planá
Chodová Planá (německy Kuttenplan) je městys v okrese Tachov v Plzeňském kraji. Nachází se asi osm kilometrů  jižně od města Mariánské Lázně v Podčeskoleské pahorkatina v nadmořské výšce okolo 535 metrů. Žije zde přibližně 2 000 obyvatel.
Chodová Planá je nejen významným průmyslovým centrem Tachovska, ale zároveň turisticky atraktivním místem. Správní území Chodové Plané spadá částečně do chráněné krajinné oblasti Slavkovský les, s vyvěrajícími prameny Il-sano a Čiperka. Dominantou okolí je Lazurový vrch s patrnými pozůstatky původního osídlení, zříceninou hradu Lazurová hora ze 13. století a hornické činnosti. Pivovar Chodovar je nejen jedním z nejstarších v západočeském regionu, ale jeho stavba je i zajímavou historickou dominantou obce. Zajímavým zastavením je poutní kostel na Pístově a blízký památník padlým na trase pochodu smrti.

## Historie
První písemná zmínka o obci pochází z roku 1316. Jiný zdroj uvádí rok 1319. V době Přemyslovců byla Chodová Planá s pásmem chodských vesnic spravována z tachovského hradu. Až později král Jan Lucemburský ve finanční tísni pronajímal Tachov a s ním i vesnice k němu patřící. Za Karla IV. patřila Chodová Planá dokonce třem majitelům.
V letech 1938 až 1945 byla Chodová Planá v důsledku uzavření Mnichovské dohody přičleněna k nacistickému Německu.

## Obyvatelstvo
| Rok            | 1869  | 1880  | 1890  | 1900  | 1910  | 1921  | 1930  | 1950  | 1961  | 1970  | 1980  | 1991  | 2001  | 2011  | 2021  |
| -------------- | ----- | ----- | ----- | ----- | ----- | ----- | ----- | ----- | ----- | ----- | ----- | ----- | ----- | ----- | ----- |
| Počet obyvatel | 3 488 | 3 684 | 3 581 | 3 559 | 3 714 | 3 701 | 3 889 | 1 540 | 1 739 | 1 737 | 1 735 | 1 691 | 1 778 | 1 797 | 1 805 |
| Počet domů     | 566   | 595   | 584   | 592   | 605   | 606   | 689   | 520   | 334   | 312   | 310   | 363   | 424   | 463   | 506   |

## Správa městyse
Od 23. ledna 2007 byl obci vrácen status městyse.

### Místní části
- Chodová Planá (k. ú. Chodová Planá)
- Boněnov (k. ú. Boněnov, Domaslavičky a Výškovice u Michalových Hor)
- Dolní Kramolín (k. ú. Dolní Kramolín)
- Holubín (k. ú. Holubín)
- Hostíčkov (k. ú. Hostíčkov)
- Michalovy Hory (k. ú. Michalovy Hory)
- Pístov (k. ú. Pístov)
- Výškov (k. ú. Výškov u Chodové Plané)

### Symboly městyse
Znak městyse je historický, vlajka byla městysi udělena rozhodnutím předsedy Poslanecké sněmovny Parlamentu České republiky dne 8. listopadu 2016.

## Doprava
Městysem vede silnice I/21, na kterou se v něm napojuje silnice II/201. Západně od něj vede také železniční trať Plzeň–Cheb, na které se nachází stanice Chodová Planá.

## Pamětihodnosti
- Zámek Chodová Planá
- Starý zámek Chodová Planá
- Kostel svatého Jana Křtitele
- Kaplička severní část obce u čp. 288
- Hraniční kříž při silnici do Mariánských Lázní
- Sloup se sochou Panny Marie
- Dům čp. 95

Na území městyse se nachází dva židovské hřbitovy. Starý židovský hřbitov se nachází v zámeckém parku nedaleko pivovarské restaurace Ve Skále. Nový židovský hřbitov leží na jižním okraji městyse mezi železniční tratí a místní komunikací cca 150 metrů od místního hřbitova.

## Osobnosti
- Páni ze Švamberka (něm. Schwanberg), šlechta
- Elias Dollhopf (1703, Tachov – 1773), český malíř baroka
- Franz Xaver Gerstner (1816–1855), právník a politik
- Josef Hederer (* 1927), německý pedagog
- Susanna Lötzová (*1809), majitelka sklárny[10]
- Antal Masch (1809–1884, Magyaróvár (něm. Ungarisch-Altenburg)), akademický učitel a ředitel
- Benedikt Rejt (Reta, Rotta) z Pístova (Beneš z Loun, Beneš Lounský), něm. Benedikt Ried (Rieth, Reyd) von Piesting (1454, Pístov–1536, Louny), architekt
- Johann Emanuel Veith (1787–1876), rakouský lékař a duchovní

## Další fotografie

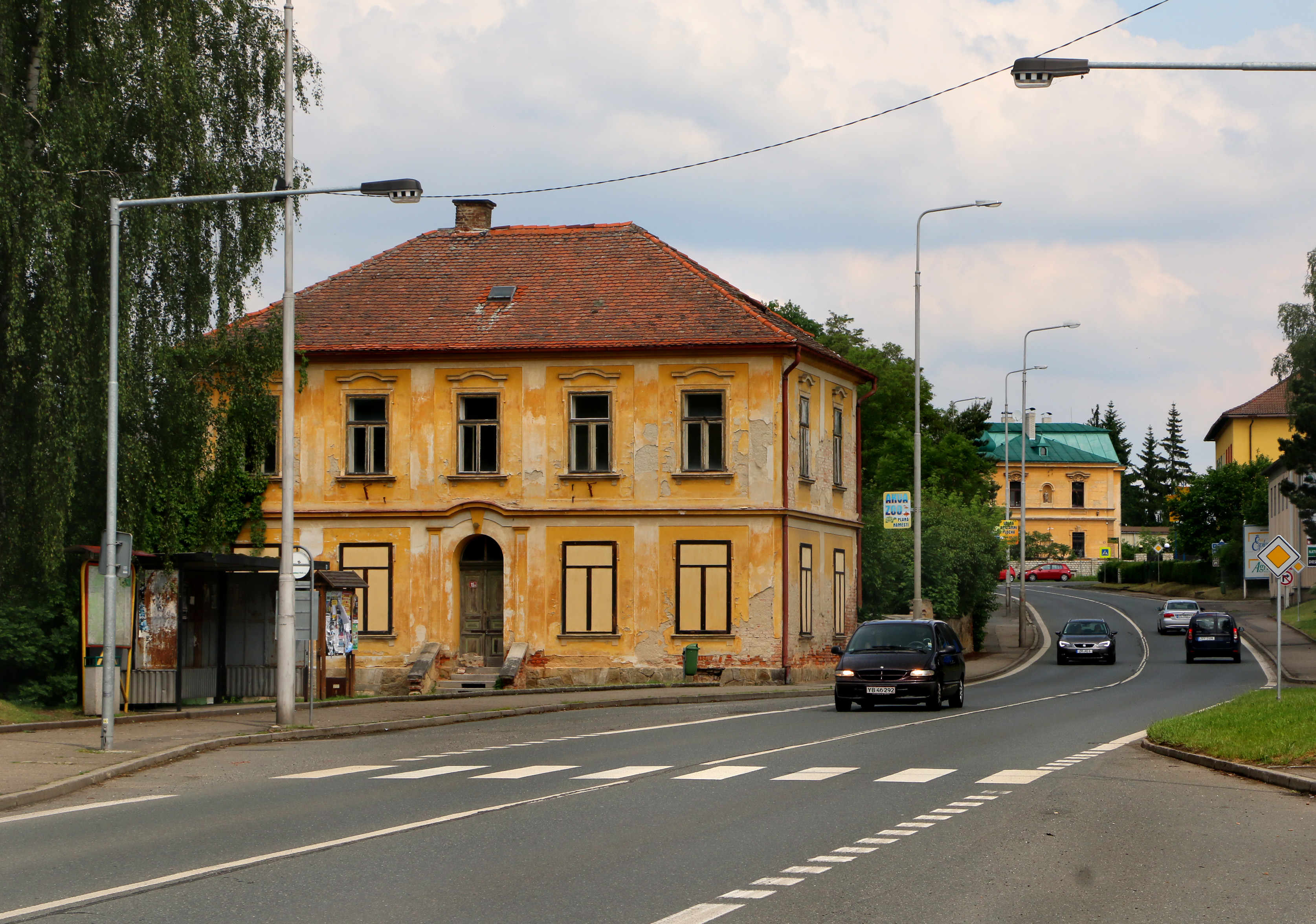
Ulice Pohraniční stráže
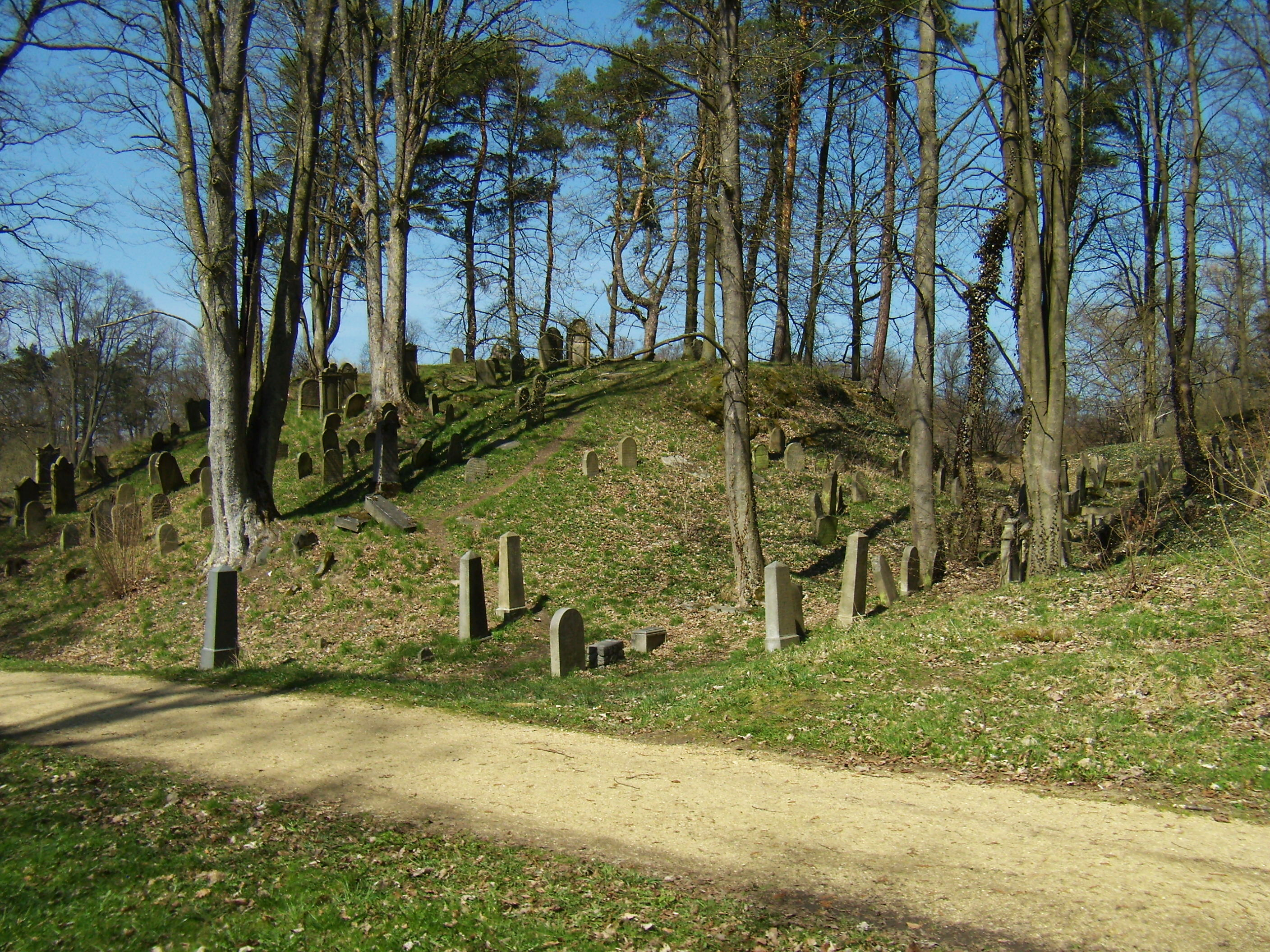
Starý židovský hřbitov
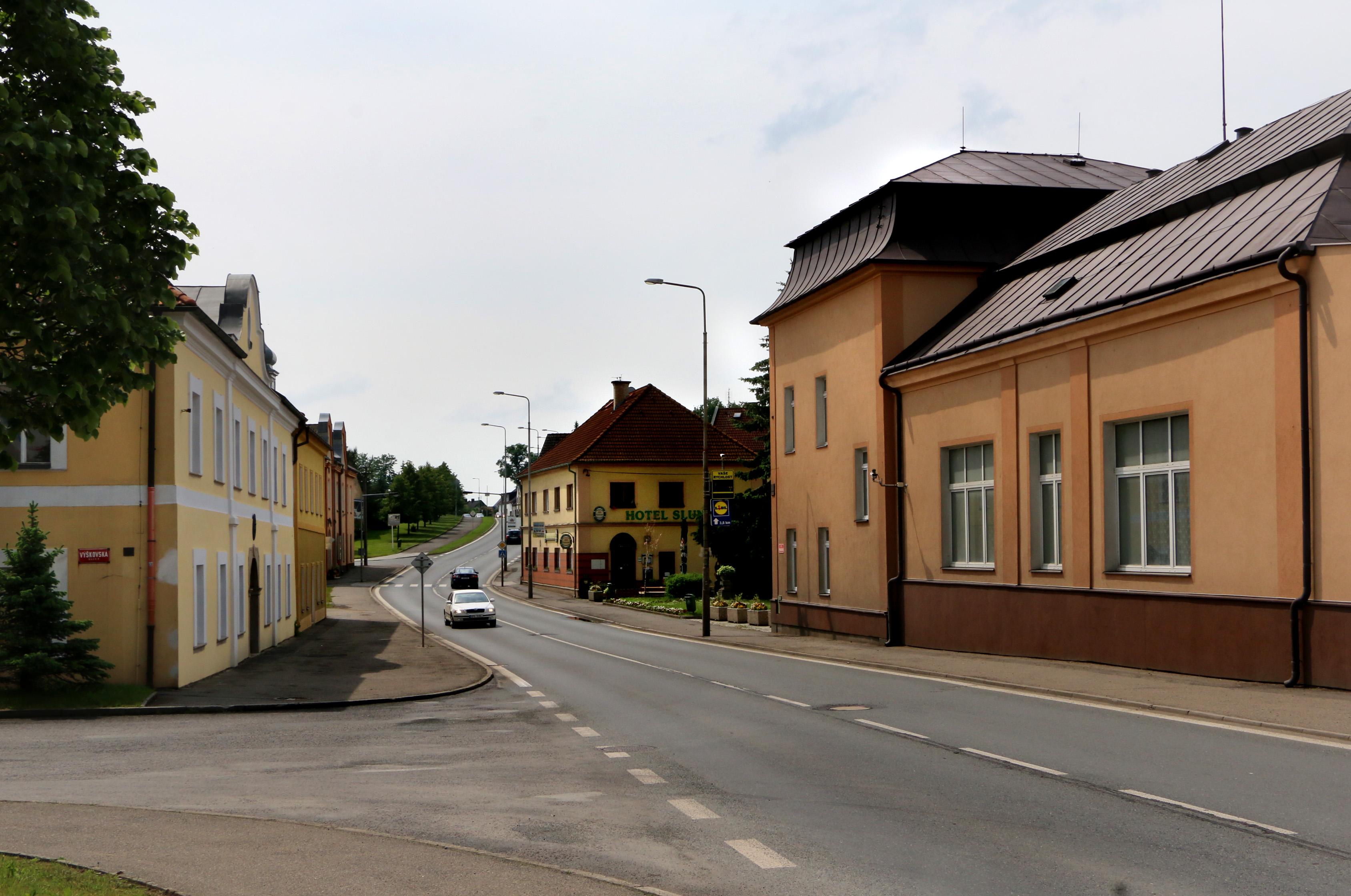
Silnice na jih k Plané